# Parahorismenus
Parahorismenus är ett släkte av steklar. Parahorismenus ingår i familjen finglanssteklar.
Kladogram enligt Catalogue of Life:
| Parahorismenus | \| \| Parahorismenus cornelli \| \| \| \| \| \| Parahorismenus infuscatipennis \| \| \| \| \| \| Parahorismenus pondicherryensis \| \| \| \| \| \| Parahorismenus spissipunctatus \| \| \| \| |
|                | \| \| Parahorismenus cornelli \| \| \| \| \| \| Parahorismenus infuscatipennis \| \| \| \| \| \| Parahorismenus pondicherryensis \| \| \| \| \| \| Parahorismenus spissipunctatus \| \| \| \| |
|                | Parahorismenus cornelli |
|                | |
|                | Parahorismenus infuscatipennis |
|                | |
|                | Parahorismenus pondicherryensis |
|                | |
|                | Parahorismenus spissipunctatus |
|                | |